# 호스토멜 공항
호스토멜 공항(우크라이나어: Аеропорт "Гостомель", 영어: Hostomel Airport, IATA: GML, ICAO: UKKM)은 우크라이나 키이우주 호스토멜에 있는 국제 화물공항으로 다른 이름으로 안토노프 국제공항(우크라이나어: Аеропорт Антонов, 영어: Antonov International Airport)이라고 불리기도 한다. 하지만 2022년 2월 28일에 러시아군의 공격으로 인해 격납고 지붕이 붕괴되었고, 안에 주기되어있던 므리야(AN-225)가 같이 파괴되었다.

## 개요
호스토멜 공항은 수도 키이우의 북서쪽에 위치해 키이우 시내에 본사를 두고 있는 안토노프 항공 과학기술 복합체과 안토노프 항공의 허브 공항으로 사용하고 있다. 덧붙여 키이우 시내에 쥬랴누 공항이 있으며 근교에는 보리스필 국제공항도 있지만 안토노프 그 밖에 본사가 있는 스뱌토신 지구의 활주로도 사용하고 있다.
한편 우크라이나의 국제적인 항공기 전시회인 아비아 스비트도 공항 내에서 실시되고 있다. 최근에 아비아 스비트 XXI 축제가 2006년 6월에 개최되었다.
또한 우크라이나 공군도 이 비행장을 기지를 두고 있었다.